# Rhabdogaster nitida
Rhabdogaster nitida là một loài ruồi trong họ Asilidae. Rhabdogaster nitida được Hull miêu tả năm 1967. Loài này phân bố ở vùng nhiệt đới châu Phi.